# Więzadło podłużne przednie

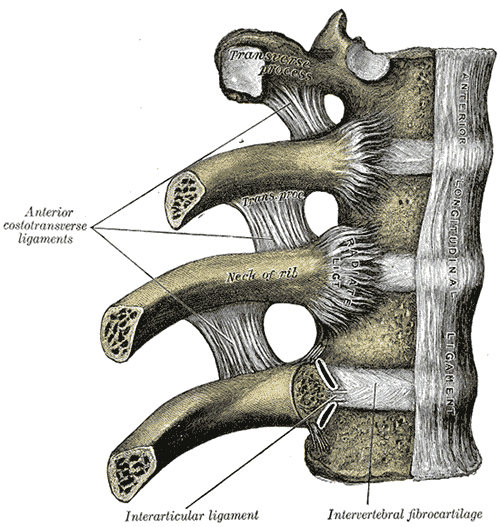
Widok na kręgosłup w odcinku piersiowym z boku. Więzadło podłużne przednie położone skrajnie z prawej strony.

Więzadło podłużne przednie (łac. ligamentum longitudinale anterius) – w anatomii człowieka jedno z więzadeł należących do grupy połączeń długich kręgosłupa (łączących więcej niż dwa kręgi). Położone jest na trzonach kręgów z przedniej i bocznej strony. U góry przyczepia się na guzku gardłowym części podstawnej kości potylicznej, następnie na guzku przednim kręgu szczytowego, powierzchni przednich trzonów kręgów i krążków międzykręgowych (przechodząc także na ich boczne powierzchnie), w dole sięgając do powierzchni miednicznej kości krzyżowej. Najsilniejsze jest w odcinku lędźwiowym kręgosłupa. Łączy trzony kręgów i hamuje zginanie kręgosłupa do tyłu.